# Thiolava veneris
„Candidatus Thiolava veneris“ (kurz Thiolava veneris) ist eine vorgeschlagene Art (Spezies) von Bakterien, monotypisch in einer Gattung „Candidatus Thiolava“ (Gammaproteobacteria). Die Spezies wird im Englischen auch als Venus’s hair ‚Venushaar‘ bezeichnet. Sie wurde nach einem Ausbruch des unterseeischen Vulkans Tagoro in der Nähe der Insel El Hierro (Kanarischen Inseln) am Meeresboden gefunden, wo sie in fadenförmigen Matten wächst.
Das International Institute for Species Exploration (IISE) hat Ca. Thiolava veneris unter die Top 10 der neuen Arten des Jahres 2018 gelistet.
Die Matten beherbergen auch eine Vielzahl anderer Meeresbewohner.
Ca. Thiolava veneris ist eine Pionierbakterienart aus der Ordnung Thiotrichales, die unterseeische Lavafelder kurz nach deren Abkühlung schnell wieder besiedeln kann. Sie bildet dann einen breiten Teppich aus weißen Fäden, wovon sich die Bezeichnung „Venushaar“ ableitet.

## Fundort und Eigenschaften
Der Referenzstamm Bin_11 von Ca Thiolava veneris wurde im Oktober 2014 in breit ausgedehnten Matten in einem Gebiet gefunden, das durch einen Unterwasserausbruch auf El Hierro im Winter 2011–2012 verwüstet wurde.
Die Bakterien wurden in etwa 130 m Wassertiefe in der Nähe des Gipfels des Unterwasservulkans Tagoro entdeckt. Die von diesem Bakterium gebildeten Matten aus weißen, haarähnlichen Fäden bedecken eine Fläche von etwa 2.000 m2 rund um den neu entstandenen Vulkankegel. Jede Bakterienzelle ist 3–6 μm groß und bildet weiße Fäden.
Diese bestehen aus drei schraubenförmig verdrehten Strängen (Trichomen, Ketten aus bakteriellen Einzelzellen), die von einer schützenden Hülle umgeben sind. Die Hüllen sind 36 bis 90 μm dick und bilden Fäden von bis zu 3 cm Länge. An diese Hülle heften sich üblicherweise epibiontische Bakterien an.

## Metabolismus
Ca T. veneris ist extremophil und weist eine hohe metabolische Plastizität auf, d. h. sie kann ihre Energie aus verschiedenen vom Vulkanismus zugeführten stickstoff-, schwefel- oder kohlenstoffhaltigen Komponenten gewinnen.
Ungewöhnlich ist, dass Ca. T. veneris sowohl chemolithotroph als auch heterotroph wachsen kann.
Diesem Bakterium fehlt aber ein Enzym, das die Ablagerung von elementarem Schwefel im Zytoplasma verhindert. Die Ablagerung von elementarem Schwefel im Zytoplasma ist der Grund für die weiße Farbe der Venushaar-Fäden.

## Etymologie
Der Gattungsname Thiolava leitet sich ab von altgriechisch θεῖον theîon, deutsch ‚Schwefel‘ (in der lateinischen Transliteration thium) und lateinisch lava ‚Lava‘, was sich auf den eingelagerten Schwefel und das Substrat, auf dem die Bakterien wachsen, bezieht.
Das Artepitheton veneris ist der lateinische Genitiv Singular von Venus, der antiken römischen Schönheits- und Liebesgöttin, was sich auf den Trivialnamen „Venushaar“ bezieht.